# مومباچو
مومباچو (به اسپانیایی: Mombacho) آتشفشانی چینه‌ای به ارتفاع ۱۳۴۴ متر واقع در نیکاراگوئه در آمریکای مرکزی است. این آتشفشان در اندوختگاه طبیعی آتشفشان مومباچو که منطقه‌ای حفاظت‌شده است قرار دارد.

## مشخصات

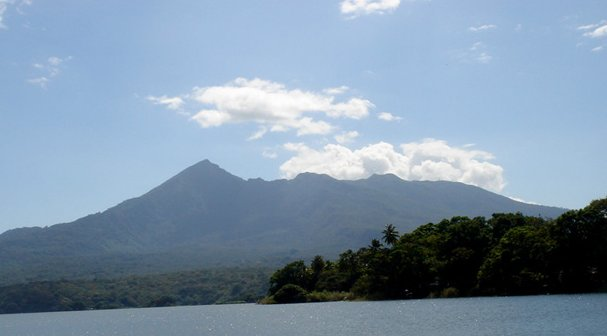
مومباچو کوه آتشفشان

مومباچو آتشفشانی آندزیتی و بازالتی است که بر کرانه‌های دریاچه نیکاراگوئه در جنوب شهر گرانادا و در فاصلهٔ ۱۰ کیلومتری از این شهر قرار دارد. ساختمان این آتشفشان در چند نوبت دچار فروپاشی شده است که در نتیجهٔ آن دو دهانهٔ نعلی‌شکل بزرگ به‌وجود آمده‌اند که قلهٔ آتشفشان را در دامنه‌های شمال شرقی و جنوبی آن قطع می‌کنند. بر اثر سقوط بهمن واریزه عظیمی از دامنهٔ شمال شرقی آتشفشان که به دنبال ویرانگرترین فوران مومباچو در ۱۰ هزار سال پیش روی داد مجموعه‌ای از جزیره‌های کوچک موسوم به لاس ایسلتاس در دریاچهٔ نیکاراگوئه به وجود آمده‌اند که شمار این جزیره‌ها به ۳۶۵ عدد می‌رسد. همچنین دو مخروط خاکستر در بخش پایین‌دست دامنهٔ شمالی آتشفشان ایجاد شده‌اند.
در نتیجهٔ عدم فعالیت طولانی‌مدت آتشفشان مومباچو، دامنه‌های آن از جنگل‌های ابری انبوه پوشیده شده است که زیستگاهی را برای ۵۰ گونه از پستانداران، ۱۷۴ گونه از پرندگان، ۳۰ گونه از خزندگان و بیش از ۷۰۰ گونه از گیاهان پدید آورده است.
آتشفشان مومباچو دارای چهار دهانهٔ آتشفشانی است که تمامی آنها از جنگل‌های ابری پوشیده شده‌اند.

## تاریخچه فعالیت‌های آتشفشانی
تنها گزارش موجود از فعالیت تاریخی مومباچو به سال ۱۵۷۰ می‌رسد که ریزش بهمن واریزه‌ای سبب نابودی دهکده‌ای در جنوب آتشفشان شد. گرچه گزارش‌هایی نیز از وقوع یک انفجار در آتشفشان وجود دارد اما هیچ مدرک مستندی دال بر اینکه بهمن واریزه با فوران آتشفشان همراه بوده است وجود ندارد.

## نگارخانه

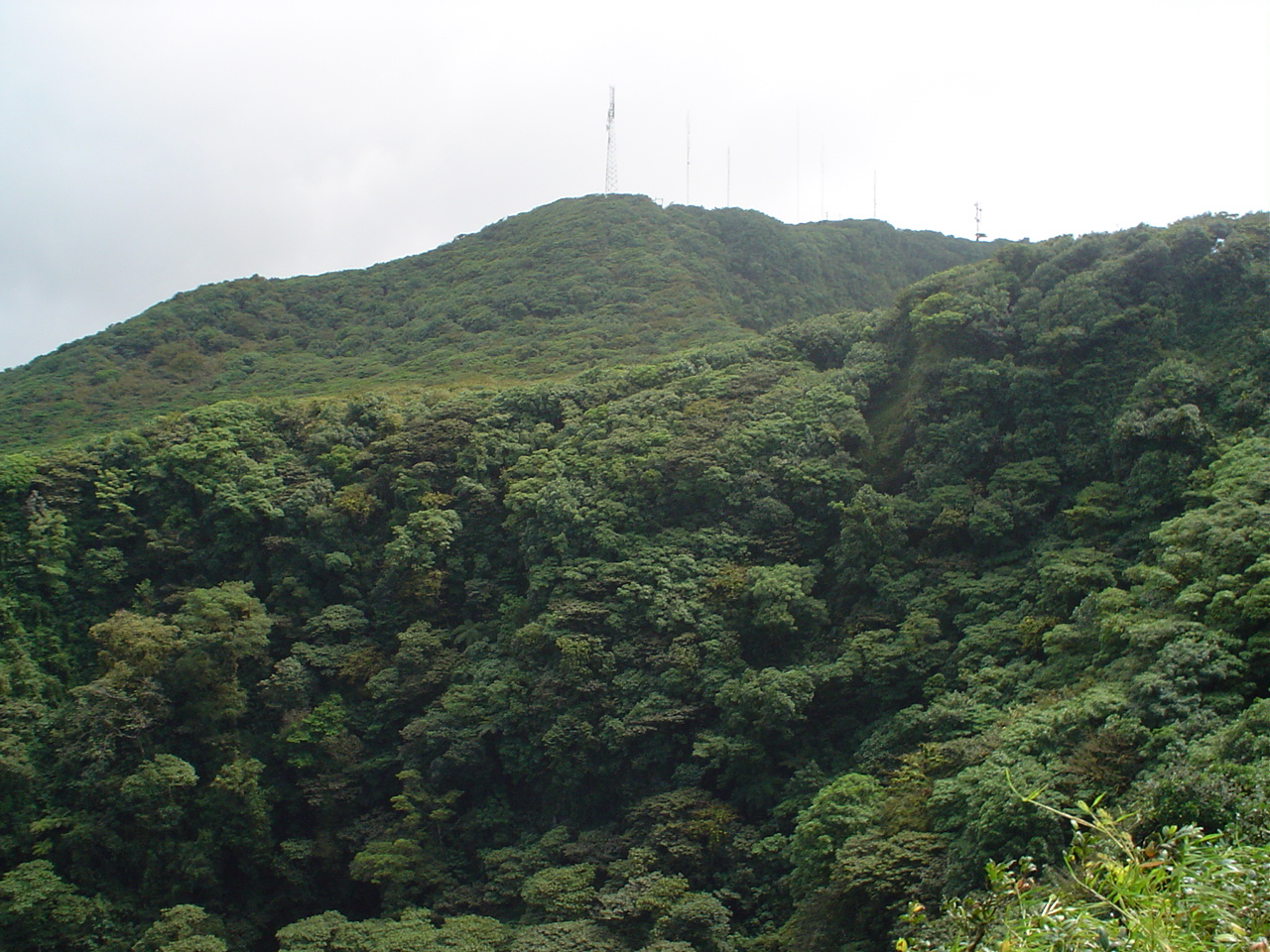
دهانهٔ مومباچو
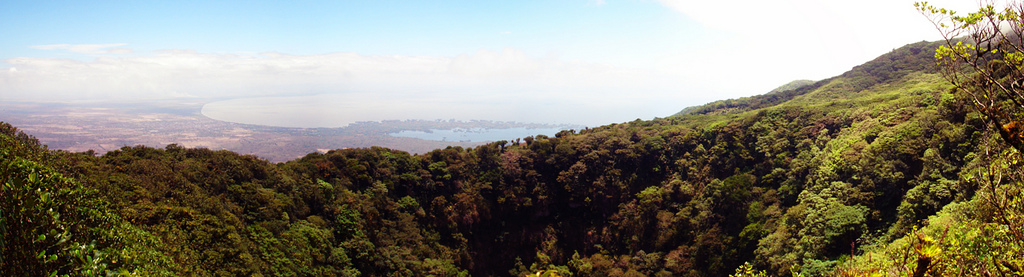
مومباچو در آوریل ۲۰۰۹
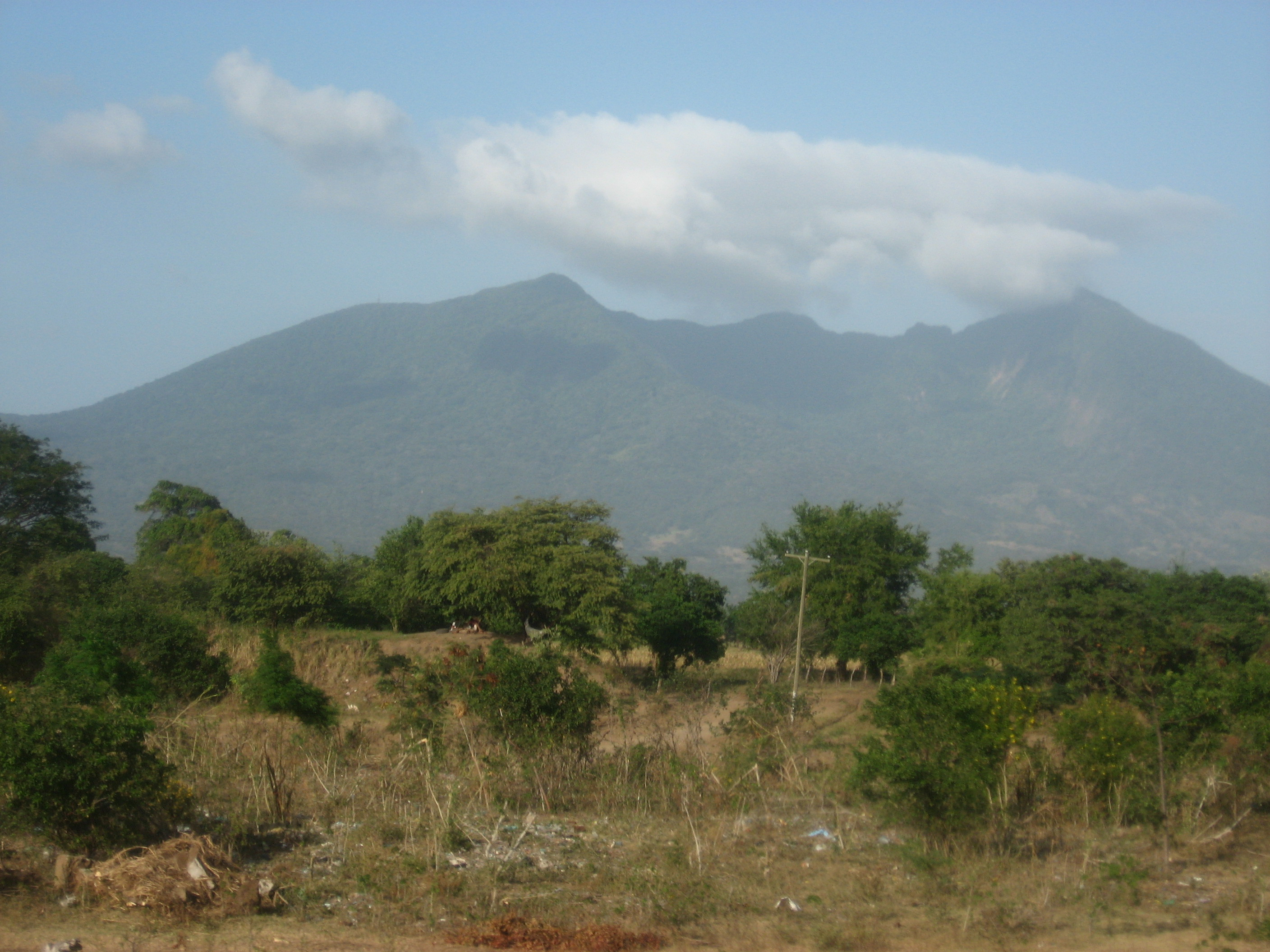
نمایی دور از مومباچو
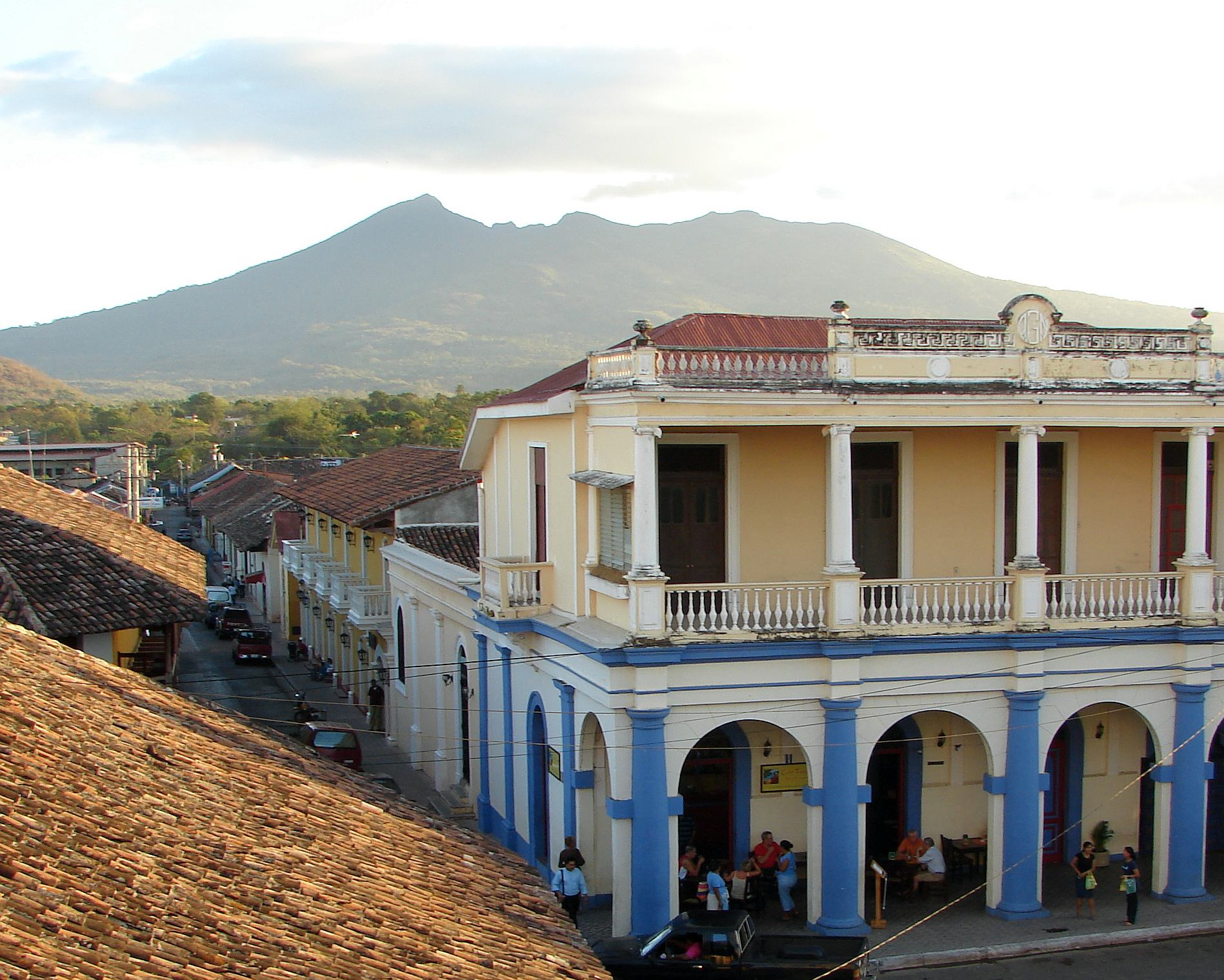
نمای مومباچو از شهر گرانادا